# Coppa del Re 2018-2019
La Coppa del Re 2018-2019 (in spagnolo Copa del Rey) è stata la 117ª edizione del torneo. La competizione è iniziata il 5 settembre 2018 ed è terminata il 25 maggio 2019. Il Valencia ha vinto il trofeo per l'ottava volta.

## Formula del torneo
Siccome le squadre riserve non possono partecipare alla competizione, ci possono essere piccole modifiche alla formula generalmente adottata. I tre turni eliminatori sono secchi, il tabellone principale dai sedicesimi è in andata e ritorno, la finale è unica in campo neutro.
| Turno                | Numero di incontri | Squadre | Entrano a questo turno |
| -------------------- | ------------------ | ------- | --- |
| Primo turno          | 18                 | 83 → 65 | 23 squadre di Segunda División B 18 squadre di Tercera División Bye: 5 squadre di Segunda División B che non hanno giocato nella Tercera División |
| Secondo turno        | 22                 | 65 → 43 | 22 squadre di Segunda División 5 squadre di Segunda División B (Bye) Bye: 1 squadra di Segunda División B o di Tercera División                   |
| Terzo turno          | 11                 | 43 → 32 | 1 squadra di Segunda División B o di Tercera División (Bye) Bye: 1 squadra di Segunda División B o di Tercera División che non lo ha ricevuto     |
| Sedicesimi di finale | 16 + 16            | 32 → 16 | 20 squadre di Primera División 1 squadra di Segunda División B o di Tercera División (Bye)                                                        |
| Ottavi di finale     | 8 + 8              | 16 → 8  | – |
| Quarti di finale     | 4 + 4              | 8 → 4   | – |
| Semifinali           | 2 + 2              | 4 → 2   | – |
| Finale               | 1                  | 2 → 1   | – |

## Squadre partecipanti
Le seguenti squadre sono qualificate per la competizione. Le squadre riserve non sono ammesse.
| La Liga le 20 squadre della stagione 2017-18 | Segunda División le 20 squadre (riserve escluse) della stagione 2017–18 | Segunda División B le migliori cinque squadre di ciascun gruppo della stagione 2017–18 escluse le squadre riserve | Tercera División la migliore squadra di ciascuno dei 18 gruppi della stagione 2017–18 escluse le squadre riserve |
| - Alavés - Athletic Bilbao - Atlético Madrid - Barcellona (detentore) - Celta Vigo - Deportivo La Coruña - Eibar - Espanyol - Getafe - Girona - Las Palmas - Leganés - Levante - Malaga - Betis - Real Madrid - Real Sociedad - Siviglia - Valencia - Villarreal | - Albacete - Alcorcón - Almería - Cadice - Córdoba - Leonesa - Gimnàstic - Granada - Huesca - Lorca - Lugo - Numancia - Osasuna - Real Oviedo - Rayo Vallecano - Reus - Sporting Gijón - Tenerife - Real Valladolid - Real Saragozza | - Badalona - Barakaldo - Cartagena FC - Cornellà - Ebro - Elche - Extremadura UD - Fuenlabrada - Gernika - Lleida Esportiu - Maiorca - Marbella FC - Melilla - Mirandés - Real Murcia - Navalcarnero - Ontinyent - Racing Santander - Rápido de Bouzas - Rayo Majadahonda - Talavera de la Reina - Tudelano - UCAM Murcia - UD Logroñés - Villanovense | - Calahorra - Castellón - Ceuta - Compostela - Conquense - Durango - Don Benito - Torrelavega - Internacional - Real Jaén - Langreo - Mensajero - Mutilvera - Poblense - Sant Andreu - Teruel - Unionistas - Yeclano |

## Partite

### Primo turno
Villanovense, Real Murcia, Badalona, Tudelano e Lorca avanzano direttamente.
| Squadra 1            | Risultato       | Squadra 2        |
| -------------------- | --------------- | ---------------- |
| 5 settembre 2018     |                 |                  |
| Mensajero            | 0 – 3           | Compostela       |
| Poblense             | 1 – 4           | Ontinyent        |
| Castellón            | 1 – 0           | Conquense        |
| Gernika              | 1 – 0           | Durango          |
| Internacional        | 2 – 2 (4-5 dtr) | Fuenlabrada      |
| Langreo              | 1 – 2           | UD Logroñés      |
| Lleida Esportiu      | 2 – 0           | Teruel           |
| Navalcarnero         | 0 – 2           | Leonesa          |
| Rápido de Bouzas     | 0 – 4           | Unionistas       |
| UCAM Murcia          | 2 – 0           | Ceuta            |
| Barakaldo            | 1 – 1 (3-4 dtr) | Mutilvera        |
| Calahorra            | 1 – 1 (4-2 dtr) | Torrelavega      |
| Cornellà             | 1 – 1 (2-3 dtr) | Sant Andreu      |
| Marbella FC          | 0 – 1           | Ebro             |
| Mirandés             | 0 – 1           | Racing Santander |
| Yeclano              | 1 – 2 (dts)     | Melilla          |
| Talavera de la Reina | 2 – 2 (3-4 dtr) | Real Jaén        |
| Don Benito           | 0 – 1           | Cartagena FC     |

### Secondo turno
Il Mutilvera avanza direttamente.
| Squadra 1         | Risultato       | Squadra 2           |
| ----------------- | --------------- | ------------------- |
| 11 settembre 2018 |                 |                     |
| Maiorca           | 1 – 0           | Real Oviedo         |
| Malaga            | 1 – 2           | Almería             |
| 12 settembre 2018 |                 |                     |
| Ebro              | 0 – 0 (5-4 dtr) | Real Murcia         |
| Ontinyent         | 1 – 1 (6-5 dtr) | Real Jaén           |
| Alcorcón          | 1 – 0           | Extremadura UD      |
| Lleida Esportiu   | 1 – 0           | Compostela          |
| Osasuna           | 1 – 2           | Reus                |
| UCAM Murcia       | 0 – 2           | Racing Santander    |
| Calahorra         | 2 – 0           | Castellón           |
| Leonesa           | 1 – 1 (5-4 dtr) | Fuenlabrada         |
| Sant Andreu       | 1 – 0 (dts)     | Gernika             |
| Lorca             | 2 – 1 (dts)     | Unionistas          |
| Melilla           | 3 – 0           | Tudelano            |
| Villanovense      | 2 – 1           | Badalona            |
| Cartagena FC      | 1 – 1 (4-5 dtr) | UD Logroñés         |
| Real Saragozza    | 2 – 1           | Deportivo La Coruña |
| Córdoba           | 2 – 0           | Gimnàstic           |
| Tenerife          | 1 – 2           | Cadice              |
| 13 settembre 2018 |                 |                     |
| Albacete          | 2 – 3           | Lugo                |
| Numancia          | 1 – 2           | Sporting Gijón      |
| Elche             | 2 – 1           | Granada             |
| Las Palmas        | 1 – 2           | Rayo Majadahonda    |

### Terzo turno
Il Maiorca avanza direttamente
| Squadra 1        | Risultato       | Squadra 2       |
| ---------------- | --------------- | --------------- |
| 16 ottobre 2018  |                 |                 |
| Elche            | 1 – 4           | Córdoba         |
| 17 ottobre 2018  |                 |                 |
| Ebro             | 2 – 1           | Lleida Esportiu |
| Lugo             | 1 – 0           | Alcorcón        |
| Mutilvera        | 1 – 3           | Villanovense    |
| Sant Andreu      | 1 – 0 (dts)     | Calahorra       |
| Racing Santander | 1 – 0           | UD Logroñés     |
| Lorca            | 0 – 3           | Leonesa         |
| Melilla          | 2 – 0           | Ontinyent       |
| Real Saragozza   | 0 – 1           | Cadice          |
| 18 ottobre 2018  |                 |                 |
| Rayo Majadahonda | 1 – 1 (3-4 dtr) | Sporting Gijón  |
| Almería          | 3 – 1           | Reus            |

### Sedicesimi di finale
I sedicesimi si giocano in partite di andata e ritorno. Le gare di andata si svolgono tra il 30 ottobre e il 1º novembre, le gare di ritorno tra il 4 e il 6 dicembre.
| Squadra 1        | Totale      | Squadra 2       | Andata | Ritorno |
| ---------------- | ----------- | --------------- | ------ | ------- |
| Leonesa          | 1 – 5       | Barcellona      | 0 – 1  | 1 – 4   |
| Ebro             | 1 – 3       | Valencia        | 1 – 2  | 0 – 1   |
| Sant Andreu      | 0 – 5       | Atlético Madrid | 0 – 1  | 0 – 4   |
| Melilla          | 1 – 10      | Real Madrid     | 0 – 4  | 1 – 6   |
| Villanovense     | 0 – 1       | Siviglia        | 0 – 0  | 0 – 1   |
| Racing Santander | 0 – 5       | Betis           | 0 – 1  | 0 – 4   |
| Almería          | 3 – 11      | Villarreal      | 3 – 3  | 0 – 8   |
| Maiorca          | 2 – 4       | Real Valladolid | 1 – 2  | 1 – 2   |
| Cadice           | 2 – 2 (gfc) | Espanyol        | 2 – 1  | 0 – 1   |
| Sporting Gijón   | 4 – 2       | Eibar           | 2 – 0  | 2 – 2   |
| Lugo             | 1 – 3       | Levante         | 1 – 1  | 0 – 2   |
| Córdoba          | 2 – 7       | Getafe          | 1 – 2  | 1 – 5   |
| Athletic Bilbao  | 8 – 0       | Huesca          | 4 – 0  | 4 – 0   |
| Alavés           | 3 – 4       | Girona          | 2 – 2  | 1 – 2   |
| Leganés          | 3 – 2       | Rayo Vallecano  | 2 – 2  | 1 – 0   |
| Celta Vigo       | 1 – 3       | Real Sociedad   | 1 – 1  | 0 – 2   |

### Ottavi di finale
Gli ottavi sono stati giocati in partite di andata e ritorno. Le gare di andata si sono svolte tra l'8 e il 10 gennaio, le gare di ritorno tra il 15 e il 17 gennaio.
| Squadra 1       | Totale      | Squadra 2       | Andata | Ritorno |
| --------------- | ----------- | --------------- | ------ | ------- |
| Real Madrid     | 3 – 1       | Leganés         | 3 – 0  | 0 – 1   |
| Getafe          | 2 – 1       | Real Valladolid | 1 – 0  | 1 – 1   |
| Betis           | 2 – 2 (gfc) | Real Sociedad   | 0 – 0  | 2 – 2   |
| Levante         | 2 – 4       | Barcellona      | 2 – 1  | 0 – 3   |
| Athletic Bilbao | 2 – 3       | Siviglia        | 1 – 3  | 1 – 0   |
| Sporting Gijón  | 2 – 4       | Valencia        | 2 – 1  | 0 – 3   |
| Girona          | 4 – 4 (gfc) | Atlético Madrid | 1 – 1  | 3 – 3   |
| Villarreal      | 3 – 5       | Espanyol        | 2 – 2  | 1 – 3   |

### Quarti di finale
I quarti si giocano in partite di andata e ritorno. Le gare di andata si sono svolte tra il 22 e il 24 gennaio, quelle di ritorno tra il 29 e il 31 gennaio.
| Squadra 1   | Totale | Squadra 2  | Andata | Ritorno     |
| ----------- | ------ | ---------- | ------ | ----------- |
| Real Madrid | 7 – 3  | Girona     | 4 – 2  | 3 – 1       |
| Getafe      | 2 – 3  | Valencia   | 1 – 0  | 1 – 3       |
| Siviglia    | 3 – 6  | Barcellona | 2 – 0  | 1 – 6       |
| Espanyol    | 2 – 4  | Betis      | 1 – 1  | 1 – 3 (dts) |

### Semifinali
Le semifinali si disputeranno in gara di andata e ritorno rispettivamente tra il 6 e il 7 febbraio, e tra il 27 e 28 febbraio.
| Squadra 1  | Totale | Squadra 2   | Andata | Ritorno |
| ---------- | ------ | ----------- | ------ | ------- |
| Barcellona | 4 – 1  | Real Madrid | 1 – 1  | 3 – 0   |
| Betis      | 2 – 3  | Valencia    | 2 – 2  | 0 – 1   |

### Finale
La finale è stata disputata il 25 maggio in gara unica allo stadio Benito Villamarín di Siviglia.
| Arbitro: | Undiano Mallenco |

|           |           |                         |
| Messi 73’ | Marcatori | 21’ Gameiro 33’ Rodrigo |

## Classifica marcatori
| Gol | Rigori |  | Giocatore        | Squadra         |
| --- | ------ |  | ---------------- | --------------- |
| 5   | 2      |  | Ángel            | Getafe          |
| 5   |        |  | Karl Toko Ekambi | Villarreal      |
| 4   |        |  | Aritz Aduriz     | Athletic Bilbao |
| 4   |        |  | Karim Benzema    | Real Madrid     |
| 4   |        |  | Santi Mina       | Valencia        |
| 4   |        |  | Rodrigo          | Valencia        |
| 4   |        |  | Daniele Verde    | Real Valladolid |

## Record
- Miglior attacco: Real Madrid (21)
- Partita con più reti: Villarreal-Almería 8-0 (8)
- Partita con maggiore scarto di reti: Villarreal-Almería 8-0 (8)